# Божидар Миленковић
Божидар Миленковић (Власотинце, 6. март 1954 — Београд, 25. јул 2020) био је југословенски и српски фудбалер и фудбалски тренер.

## Каријера
Миленковић је фудбалску каријеру започео у Власини. Године 1973. потписао је уговор са Дубочицом, за који је играо до 1975. године. У лето 1975. године потписао је уговор са југословенским прволигашем ОФК Београдом, где је играо наредних осам година. У лето 1986. почео је да игра за канадски клуб Торонто Италија. Са Торонтом је освојио шампионат у победи над Торонто Близардом. Током 1987. наступао је за Хамилнтон Стилерс, након чега се вратио у ОФК Београд где је завршио каријеру 1988. године.
Године 1996. био је први тренер ОФК Београда, који је тада играо у Првој лиги Србије и Црне Горе. Касније је био клупски званичник ОФК Београда у својству директора стадиона и генералног секретара.
Дана 25. јула 2020. године преминуо је у Београду од последица корона вируса.